# محطة تيانجونغ الفضائية
محطة الفضاء المعيارية الكبيرة الصينية (بالإنجليزية: Chinese large modular space station)‏ هي محطة فضاء تدور في مدار أرضي منخفض، المحطة بعد اكتمالها ستكون في خمس حجم محطة الفضاء الدولية وفي نفس حجم محطة مير. وستكون صالحة لمدة 10 سنوات وستستوعب 3 رواد فضاء. سيجري التحكم بالمحطة من مركز بكين الجو فضائي للتحكم والسيطرة. انطلقت الوحدة الرئيسية في المحطة، المسماة تيانخه «تناغم السماوات» في 29 أبريل 2021.
بناء هذه المحطة يعد المرحلة الثالثة من برنامج تيانجونج، بعد تيانجونج 1 وتيانجونج 2. وستجرى على المحطة عدد من التجارب العلمية في الفضاء. وخصصت الإدارة الصينية صاروخ لونج مارش 2 إف ومركبة شنتشو لتكونا في حالة استعداد لتنفيذ مهمات إنقاذ في حالة الضرورة.

## البنية
ستكون المحطة الفضائية محطة فضاء معيارية من الجيل الثالث. كانت محطات الفضاء من الجيل الأول، مثل ساليوت وألماز وسكايلاب، عبارةً عن محطات مكونة من قطعة واحدة ولم تكن مُصممة لإعادة التزود بالإمدادات. صُممت محطات الجيل الثاني، مثل ساليوت 6 و7 وتيانجونج 1 و2، لإعادة التزود بالإمدادات خلال منتصف المهمة. محطات الجيل الثالث، مثل مير ومحطة الفضاء الدولية، هي محطات فضائية معيارية جرى تجميعها في المدار من أجزاء أطلِقت بشكل منفصل. يمكن لأساليب التصميم المعيارية تحسين الموثوقية بشكل كبير وخفض التكاليف وتقصير دورة التطوير وتلبية متطلبات مهام متنوعة.

## الوحدات
يشمل التصميم الأولي للمحطة حتى نهاية عام 2022 ثلاث وحدات، ويمكن إضافة ست وحدات في المستقبل.
توفر وحدة مقصورة تيانهه المركزية (سي سي إم) دعمًا وأماكن معيشة لثلاثة رواد فضاء، وتشمل أدوات التوجيه والملاحة والتحكم بالمحطة. توفر الوحدة أيضًا أنظمة الطاقة والدفع وأنظمة دعم الحياة للمحطة. تتكون الوحدة من ثلاثة أقسام: أماكن المعيشة وقسم الخدمة ونقطة الالتحام. ستحتوي أماكن المعيشة على مطبخ ومرحاض، ومعدات لمكافحة الحرائق، ومعدات لمعالجة ومراقبة الغلاف الجوي، وأجهزة حاسوب وأجهزة علمية ومعدات اتصالات لإرسال واستقبال المعلومات من مركز التحكم الأرضي في بكين، وغيرها من المعدات. أُضيفت ذراع روبوتية، تشابه ذراع نظام المناولة عن بعد (إس إس آر إم إس) الكندية الخاصة بمحطة الفضاء الدولية، تحت قسم تيساني. بالإضافة إلى ذلك، ستحمل تجربة وينتيان ذراعًا آليًا ثانيًا من نوع إس إس آر إم إس. في عام 2018، عُرض نموذج بالحجم الطبيعي الكامل للعامة في معرض الصين الدولي للطيران والفضاء في تشوهاى. وفقًا لفيديو نشرته إدارة الفضاء الوطنية الصينية، تم الانتهاء من بناء وحدتين من هذه الوحدات الأساسية.
ستوفر أول وحدتين من وحدات مقصورة المختبر الفضائي، «وينتيان» و «مينغتيان»، إلكترونيات إضافية للطيران، وآلية تحكم احتياطية في الدفع والتوجيه لوحدة سي سي إم. ستوفر وحدتا إل سي إم بيئة مضغوطة للباحثين لإجراء تجارب علمية في الجاذبية الصغرى التي لا يمكن إجراؤها على الأرض لأكثر من بضع دقائق. يمكن أيضًا وضع التجارب على السطح الخارجي للوحدات لتعريضها لبيئة الفضاء والأشعة الكونية والفراغ والرياح الشمسية.
مثل محطة مير والجزء المداري الروسي لمحطة الفضاء الدولية، ستُنقل وحدات تيانجونج مجمعةً بالكامل إلى المدار، على عكس الجزء المداري الأمريكي لمحطة الفضاء الدولية، الذي تطلب عمليات سير في فضاء لربط الكابلات والأنابيب والعناصر الهيكلية يدويًا. سيتم تزويد المنفذ المحوري لوحدات إل سي إم بمعدات التقاء وسيلتحم أولًا بالمنفذ المحوري لسي سي إم. بعد ذلك، ستحرك ذراع ميكانيكية، مشابه لذراع ليابا الروسية التي استُخدمت على محطة مير الفضائية، الوحدة الفضائية لتلتحم بمنفذ شعاعي على سي سي إم. بالإضافة إلى ذراع ليابا التي استُخدمت في نقل الوحدات، جرى أيضًا تركيب ذراع آلية بطول 10 أمتار لعمليات المحطة الخارجية على وحدة تيانهه.